# Сквер Вилли Брандта

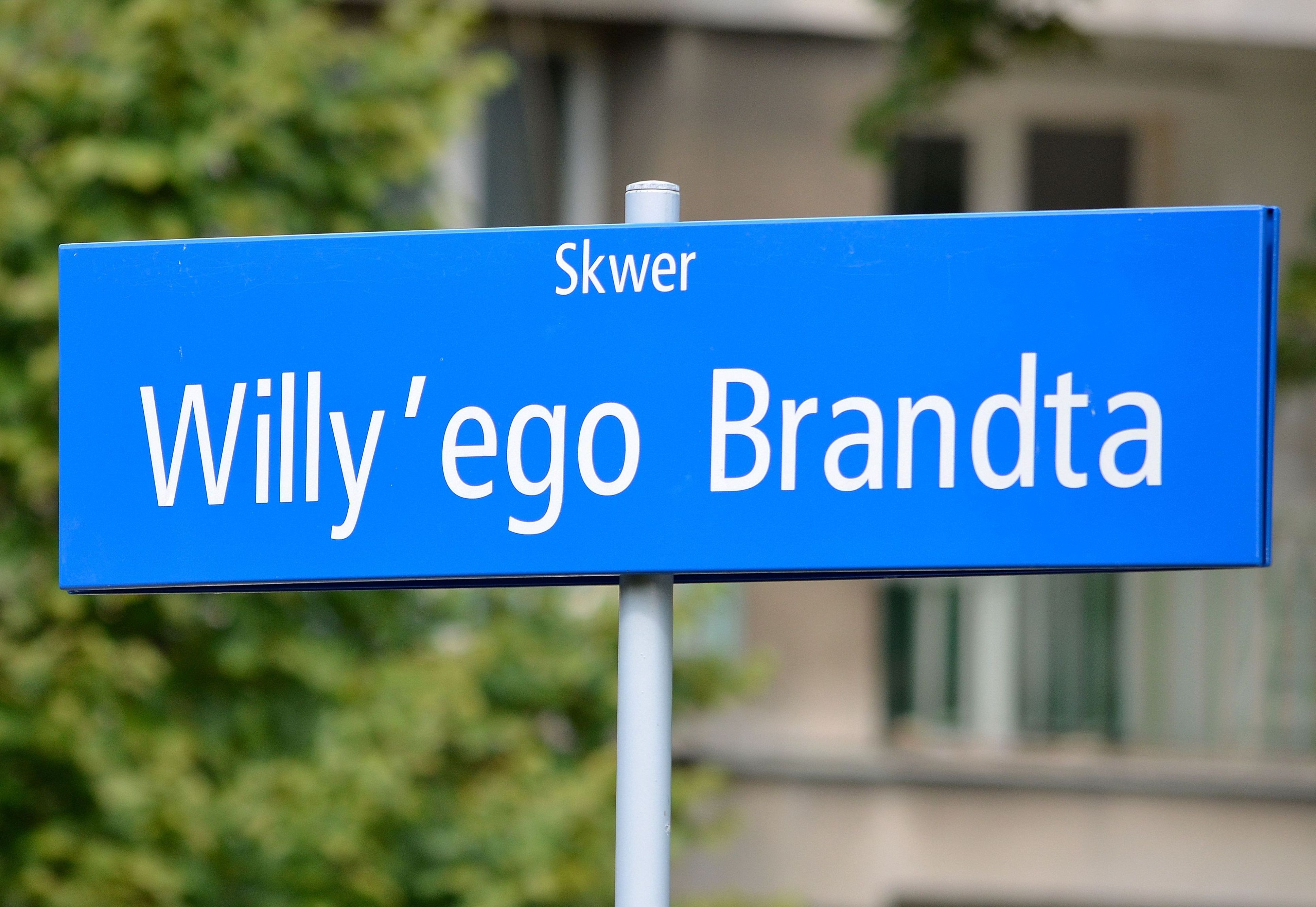

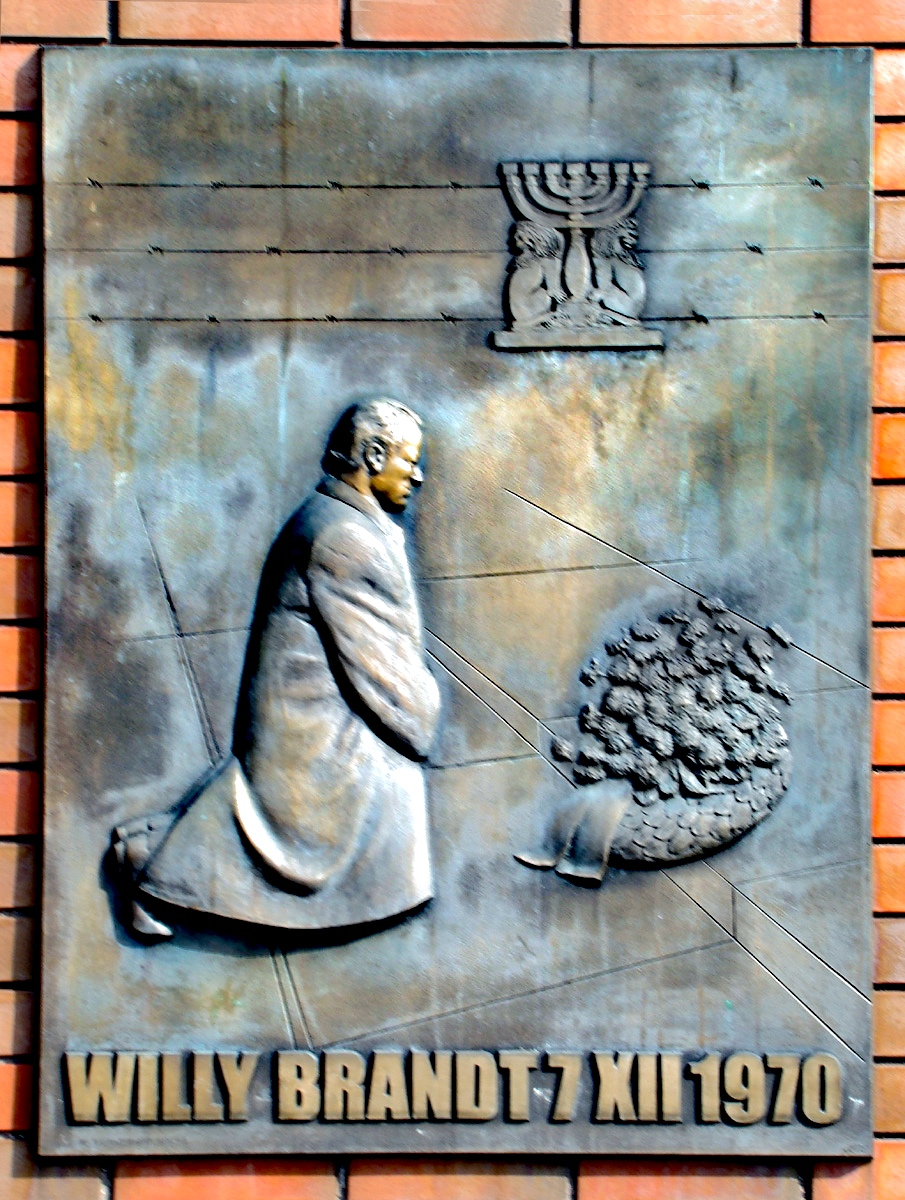
Мемориальная доска

Сквер Вилли Брандта находится в Варшаве, при пересечении улиц Кармелицкой и Левартовского в районе Муранув, недалеко от Памятника Героям гетто.
Название сквера присвоено в память о коленопреклонении в Варшаве. 7 декабря 1970 года во дворце Совета Министров ПНР был подписан «Договор между Польской Народной Республикой и Федеративной Республикой Германии об основах нормализации взаимоотношений».
Договор подписали Вилли Брандт и Юзеф Циранкевич в присутствии Владислава Гомулки, Первого секретаря ЦК ПОРП. После подписания договора Вилли Брандт во главе правительственной делегации ФРГ направился в район бывшего Варшавского гетто и возложил венок у памятника героям Варшавского гетто.
Неожиданно, после того, как глава германского правительства церемониально поправил ленту на венке, Вилли Брандт опустился на колени на ступенях монумента и некоторое время оставался неподвижным в этой позе. Этот спонтанный, не предусмотренный дипломатическим протоколом, поступок вызывал всеобщую симпатию к Вилли Брандту и был воспринят присутствующими как символическая просьба о прощении за совершённые немцами преступления против еврейского народа.
Польско-германский договор в Варшаве стал переломным в восточной политике ФРГ. В частности за это Вилли Брандту была присуждена Нобелевская премия мира за 1971 год.
Вспоминая это событие, Вилли Брандт сказал:
«Под бременем новейшей истории я сделал то, что делают люди, когда им не хватает слов. Таким образом я почтил миллионы жертв».
6 декабря 2000 года, накануне 30-й годовщины исторического поступка канцлера Германии, на площади был установлен памятник Вилли Брандту. 21 ноября 2012 года городской совет присвоил площади имя Вилли Брандта.